# Proceso de decisión de compra

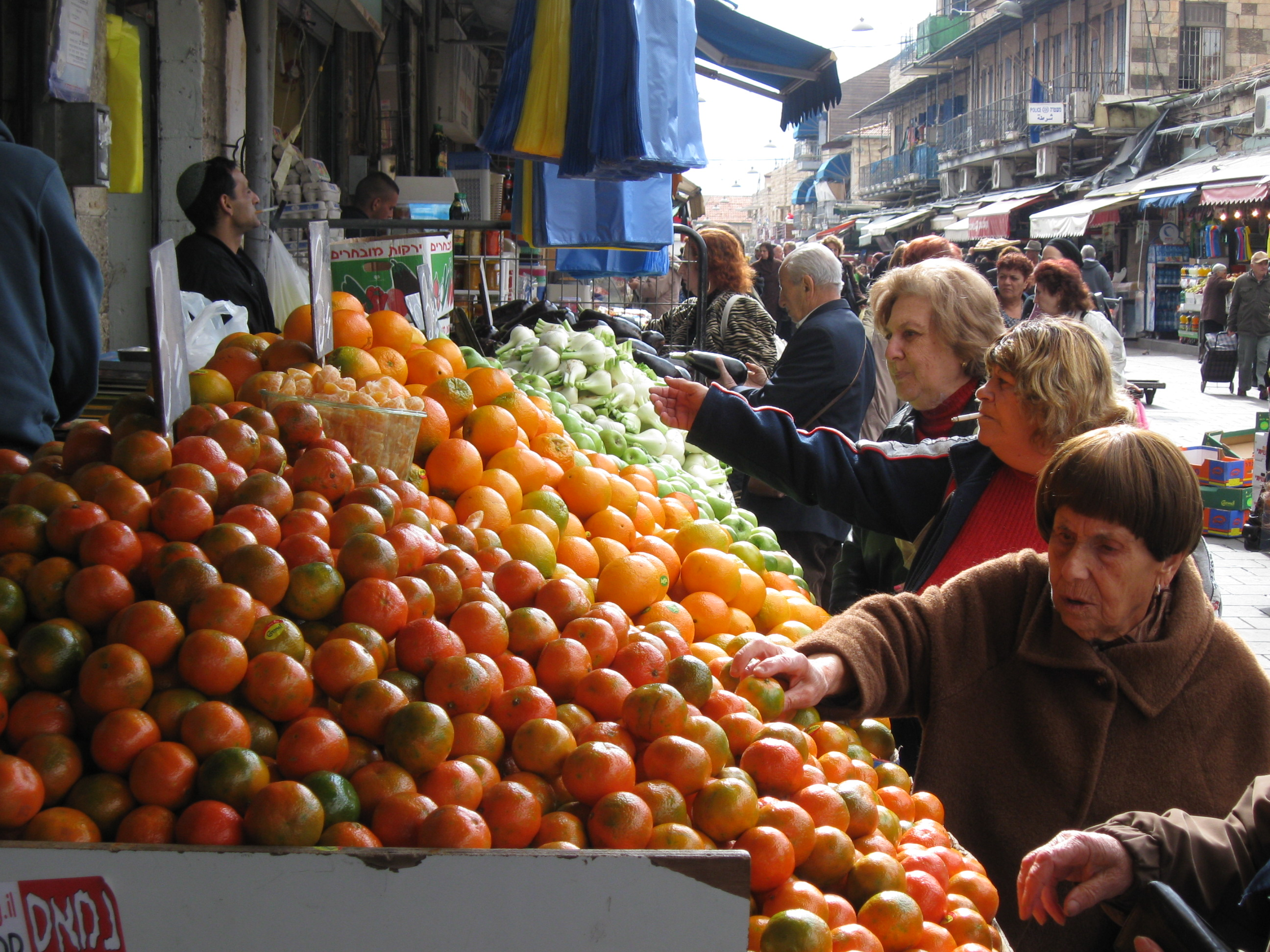
Proceso de decisión de compra

La compra es fundamentalmente el conjunto de actos realizados para obtener un producto a cambio de un precio establecido, es una práctica arraigada en nuestras vidas cotidianas. Este proceso implica la interacción entre comprador y vendedor, donde se negocian términos y se concreta un intercambio que satisface las necesidades de ambas partes.
Hay que aclarar que las compras podrán ser empresariales o familiares e individuales; es decir la empresas comprarán distintos insumos y materias primas a otras empresas; y lo propio harán los individuos para consumo familiar o individual.
El producto adquirido, resultado de este intercambio, puede variar desde bienes materiales hasta servicios intangibles, abarcando un amplio espectro de posibilidades que enriquecen nuestra experiencia como consumidores.
Al realizar una compra, ya sea de manera ocasional o como parte de una rutina habitual, se establece un vínculo económico que impulsa la actividad comercial y contribuye al flujo constante de bienes y servicios en la sociedad.
La compra no se limita simplemente a la adquisición de productos, sino que también implica la capacidad de negociar, obtener y, en ocasiones, comerciar con diversos recursos para satisfacer nuestras necesidades y deseos.
La compra es estudiada como un proceso de decisión de compra (o análisis de costo-beneficio) que describe y analiza las etapas que un comprador atraviesa a la hora de adquirir un producto. 

## Enfoques
El proceso de decisión de compra son las etapas de toma de decisión que realizan los compradores con respecto a las transacciones de mercado antes, durante y después de la compra de un bien o servicio. Puede verse como una forma particular de un análisis de costo-beneficio en presencia de múltiples alternativas.
La decisión no puede ser "vista" per se, sí podemos inferir de un comportamiento observable que se ha tomado una decisión. Por lo tanto, concluimos que ha ocurrido un evento mental de "toma de decisiones". Es una construcción que imputa el compromiso a la acción. Es decir, con base en acciones observables, asumimos que las personas se han comprometido a llevar a cabo la decisión.
El premio Nobel Herbert A. Simon ve la toma de decisiones económicas como un vano intento de ser racional. Afirma (en 1947 y 1957) que si se quiere hacer un análisis completo, una decisión será inmensamente compleja. También dice que la capacidad de procesamiento de información de las personas es limitada. La asunción de un actor económico perfectamente racional es poco realista. Los consumidores, que están influenciados por consideraciones emocionales y no racionales, intentan ser racionales de manera solo parcialmente exitosa y grandiosa. 

### Modelos de comportamiento del consumidor
Son los modelos utilizados por los responsables de marketing.
Las principales características que influyen en la compra son:
I- Estímulos externos: 
1. marketing (producto, precio, plaza, promoción: venta, promoción de venta, publicidad, relaciones públicas). Son las variables controlables por la empresa, las conocidas 4P o mezcla de mercadotecnia.
2. entorno (económico, político, legal, tecnológico, social).

II- Caja negra del comprador: 
a- Factores del comprador. Los principales factores que influencian el comportamiento del comprador son:  
- Culturales: cultura, subcultura, clase social.
- Sociales: grupos de referencia, familia, roles y estatus.
- Personales: edad y fase del ciclo de vida, ocupación, circunstancias económicas, estilo de  vida, personalidad, y autoconcepto.
- Psicológicos: motivación, percepción, aprendizaje, creencias, y actitudes.

b- Proceso de decisión del comprador. El proceso de toma de decisiones del consumidor tiene los siguientes pasos:

Pirámide de necesidades de Maslow

- Reconocimiento del deseo o necesidad
- Búsqueda de información sobre productos que pueden satisfacer las necesidades del comprador
- Selección alternativas
- Decisión de compra

1. elección del producto,
2. elección de la marca,
3. elección del establecimiento,
4. momento de compra,
5. cantidad comprada.

- Comportamiento posterior a la compra
- Recompra

#### Participantes y roles en el proceso de compra
En forma básica se establecen 5 participante, pero puede haber más sobre todo en compras empresariales.
1. El iniciador: este es el individuo que siente la necesidad o el deseo de adquirir un producto. Puede ser impulsado por diversas motivaciones emocionales o materiales.
2. El prescriptor: también conocido como el influenciador, esta persona emite opiniones o recomendaciones sobre el producto que estamos considerando comprar. Su influencia puede ser significativa en nuestra decisión final.
3. El decidor: después del iniciador y posiblemente con la influencia del prescriptor, entra en juego el decidor. Es quien tiene la responsabilidad de determinar si se realiza la compra o no.
4. El comprador: esta es la persona que efectivamente lleva a cabo la transacción de compra. En muchos casos, coincide con el decidor, pero en otros, como en una tienda, puede ser alguien diferente, como el propietario del establecimiento.
5. El consumidor: como su nombre lo indica, es quien utiliza o consume el producto adquirido. En una tienda, por ejemplo, este sería el cliente que evalúa si su experiencia con el producto fue satisfactoria o no. Además, el consumidor puede convertirse en un influenciador para otros potenciales compradores.

## Procesos de compra
Como se mencionó existe la compra empresarial y la compra para consumo final, estas mostrarán algunos aspectos similares pero tendrán importantes diferencias y complejidad.

### Proceso de compra empresarial

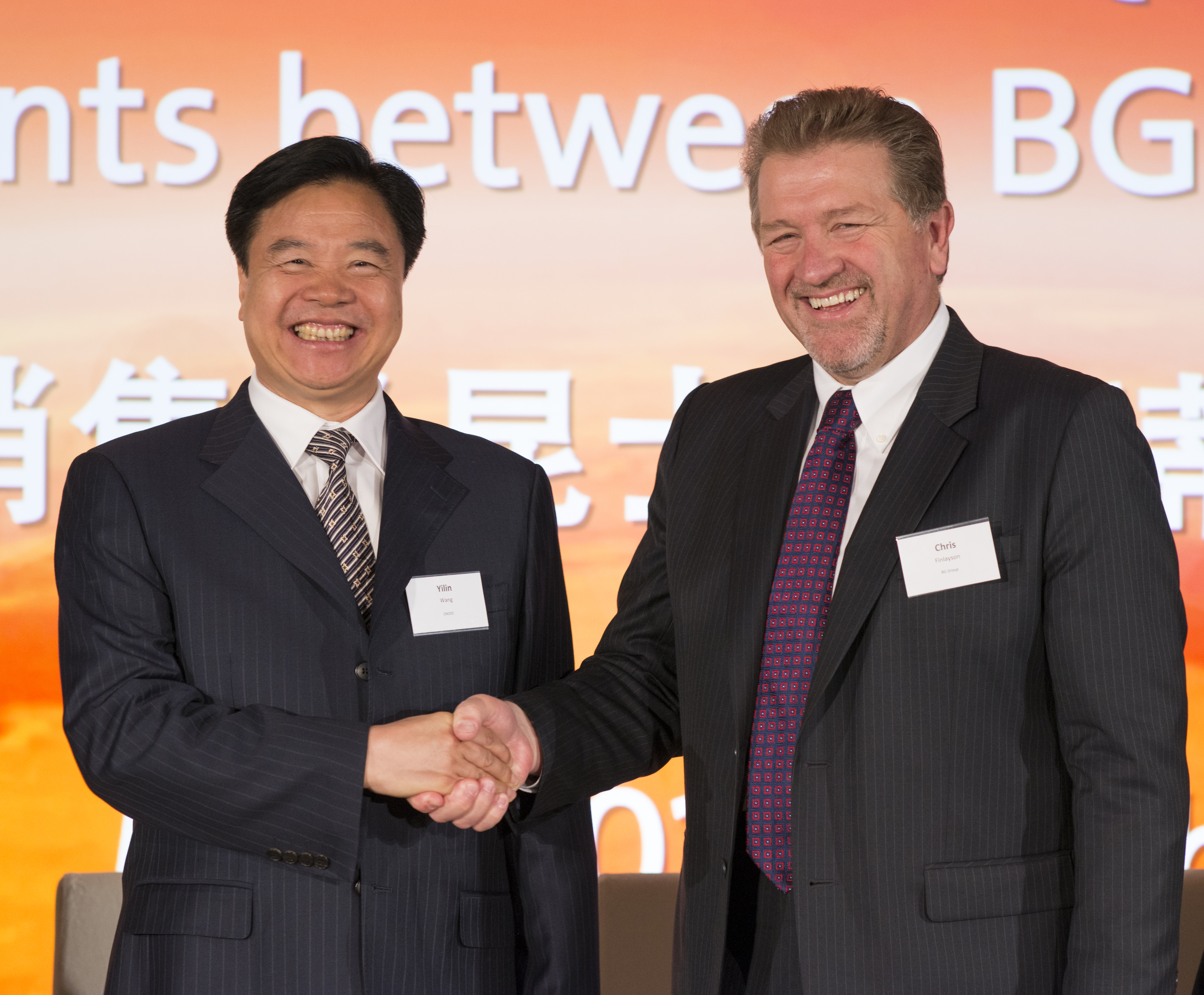
Acuerdo de intercambio entre empresarios

El proceso de compra de empresa a empresa (B2B, por sus siglas en inglés) es un proceso complejo que implica una serie de etapas en la búsqueda de proveedores. A continuación, se detallan los pasos comunes involucrados en este proceso:
1. Identificación de necesidades: La empresa compradora identifica una necesidad o un problema que requiere una solución. Esto puede surgir de la necesidad de nuevos productos, servicios, tecnologías o de mejorar eficiencias operativas.
2. Búsqueda de proveedores: La empresa compradora investiga y busca proveedores potenciales que puedan satisfacer sus necesidades. Esto puede implicar investigar en línea, asistir a ferias comerciales, solicitar recomendaciones de colegas, etc.
3. Criterios de selección: La empresa compradora establece criterios para seleccionar al proveedor adecuado. Esto puede incluir consideraciones como la calidad del producto o servicio, el precio, la reputación del proveedor, la ubicación geográfica, el servicio al cliente, entre otros.
4. Contacto inicial: La empresa compradora contacta a los proveedores seleccionados para obtener más información, solicitar cotizaciones o programar reuniones.
5. Evaluación de propuestas: La empresa compradora evalúa las propuestas recibidas de los proveedores, comparando precios, términos y condiciones, calidad del producto o servicio, plazos de entrega, etc.
6. Negociación: Se inicia un proceso de negociación entre la empresa compradora y el proveedor seleccionado para acordar los términos y condiciones finales del contrato.
7. Revaluación de las propuestas: Antes de finalizar la compra, la empresa compradora realiza una revisión exhaustiva de la empresa proveedora para evaluar su viabilidad financiera, legal y operativa. Esto puede implicar revisar estados financieros, contratos, historial de clientes, entre otros documentos.
8. Cierre del acuerdo: Una vez completada la negociación y la revaluación, se procede al cierre del acuerdo. Esto puede incluir la firma de contratos, el pago inicial o la transferencia de activos, según lo acordado.
9. Implementación y seguimiento: Después de la compra, la empresa compradora implementa los productos o servicios adquiridos y monitorea su desempeño para asegurarse de que cumplan con las expectativas y necesidades.
10. Relación a largo plazo para recompra: Idealmente, la relación entre la empresa compradora y el proveedor se convierte en una asociación a largo plazo, donde ambas partes colaboran continuamente para alcanzar objetivos comunes y satisfacer las necesidades cambiantes del mercado.

Es importante tener en cuenta que estos pasos pueden variar dependiendo de la naturaleza de la compra y de las políticas y procedimientos específicos de cada empresa.
Un método distinto de búsqueda de proveedores y compras es la subasta inversa.

### Proceso de compra consumidor final
A pesar de que los modelos varían, hay en común cinco etapas en el proceso de decisión. Estas etapas se introdujeron por primera vez por John Dewey (1910). Las etapas son:
1. Problema y necesidad de reconocimiento
2. Búsqueda de información
3. Evaluación de alternativas
4. Decisión de compra
5. Comportamiento poscompra

Estas cinco etapas son un buen marco para evaluar el proceso de decisión de compra de los clientes. Sin embargo, no es necesario que los clientes compren a través de todas las etapas, ni es necesario que proceda en algún orden en particular. Por ejemplo, si un cliente siente el impulso de comprar un chocolate, él o ella podría ir directamente a la etapa de decisión de compra, saltando búsqueda y evaluación de la información.

### Reconocimiento del Problema o necesidad
El reconocimiento del problema o la necesidad es el primer paso y más importante en la decisión de compra. Una compra no puede llevarse a cabo sin el reconocimiento de la necesidad. La necesidad puede ser desencadenada por estímulos internos (por ejemplo, el hambre, la sed) o estímulos externos (por ejemplo, publicidad).  Maslow sostuvo que las necesidades están organizadas en una jerarquía.De acuerdo con la pirámide de Maslow, sólo cuando una persona ha cumplido con las necesidades en cierta etapa, puede que él o ella pueda pasar a la siguiente etapa. El problema debe abordarse a través de los productos y servicios disponibles. Es cómo hay que reconocer el problema.

### Búsqueda de información

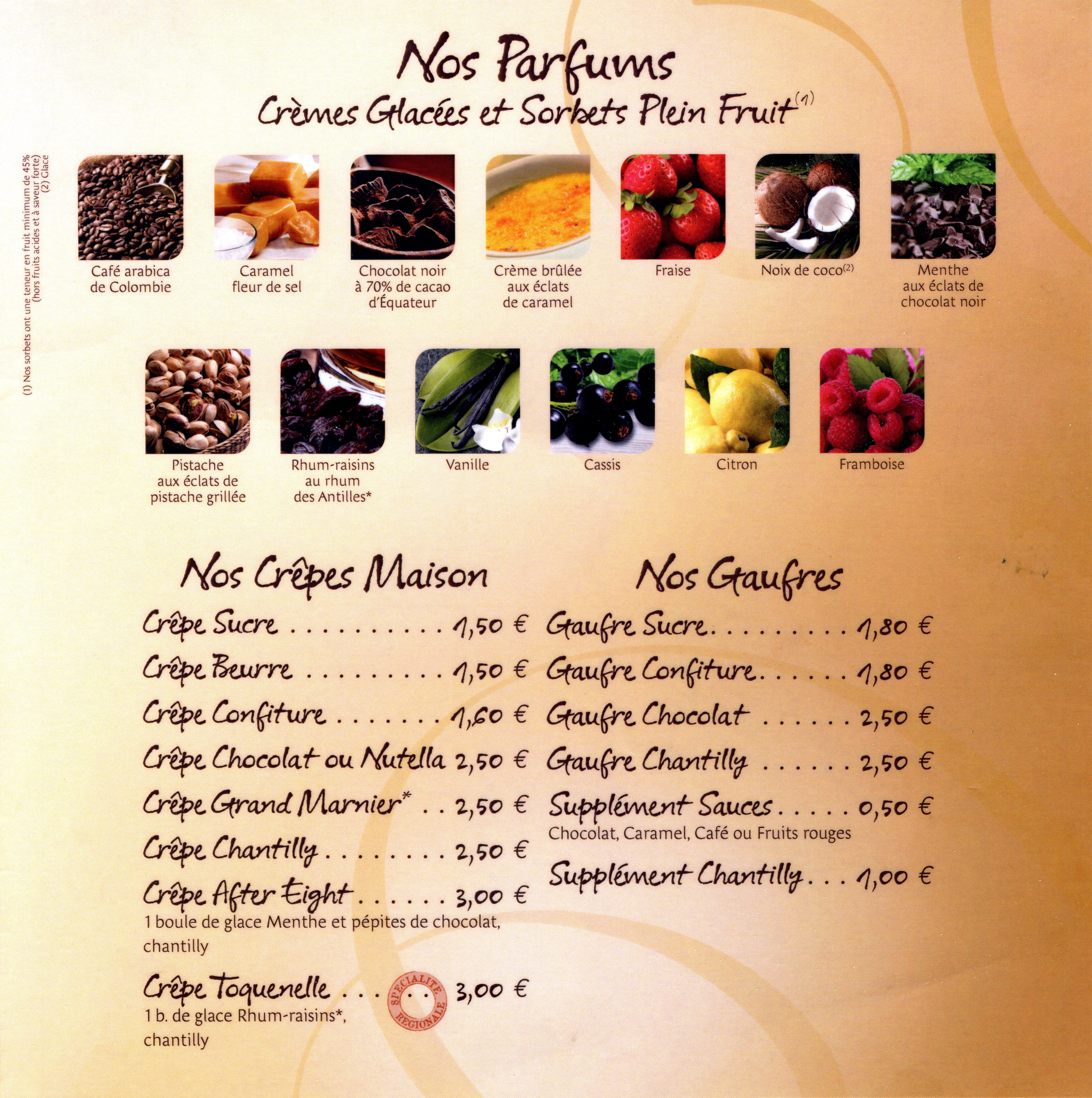
Carta de postres 2012 de las cafeterías Toquenelle

La búsqueda de información es el siguiente paso que el cliente debe seguir después de haber reconocido el problema o su necesidad con el fin de encontrar la mejor solución posible. Éste es el esfuerzo de los compradores en la búsqueda de los entornos de negocio internos y externos para identificar y observar las fuentes de información relacionadas con la decisión de compra. El comprador tiene que informarse sobre que opciones tiene. Lo normal es que haya varias marcas y modelos del servicio que quiera comprar. Para buscar información, recurrirá a su propia memoria (anuncios y publicidad que haya visto), a las recomendaciones de su círculo íntimo y a las búsquedas en internet.

### Evaluación de alternativas
Una vez encontrada la información necesaria el consumidor tiene la suficiente información para realizar un análisis de las alternativas con las que cuenta. Este proceso lo realiza mediante la formulación de preguntas, como por ejemplo, ¿Cuánto dinero puedo gastar? Poco a poco se irán descartando opciones. Finalmente decide que marca y modelo comprar. Los factores que más influyen en la decisión dependen de la percepción que el individuo tenga de cada marca, de factores económicos y de las opiniones de otras personas, ya sean conocidos o, cada vez más frecuentemente, opiniones que ha visto en internet. Por otro lado, las empresas deben evaluar con qué criterios las personas analizan sus productos o servicios.

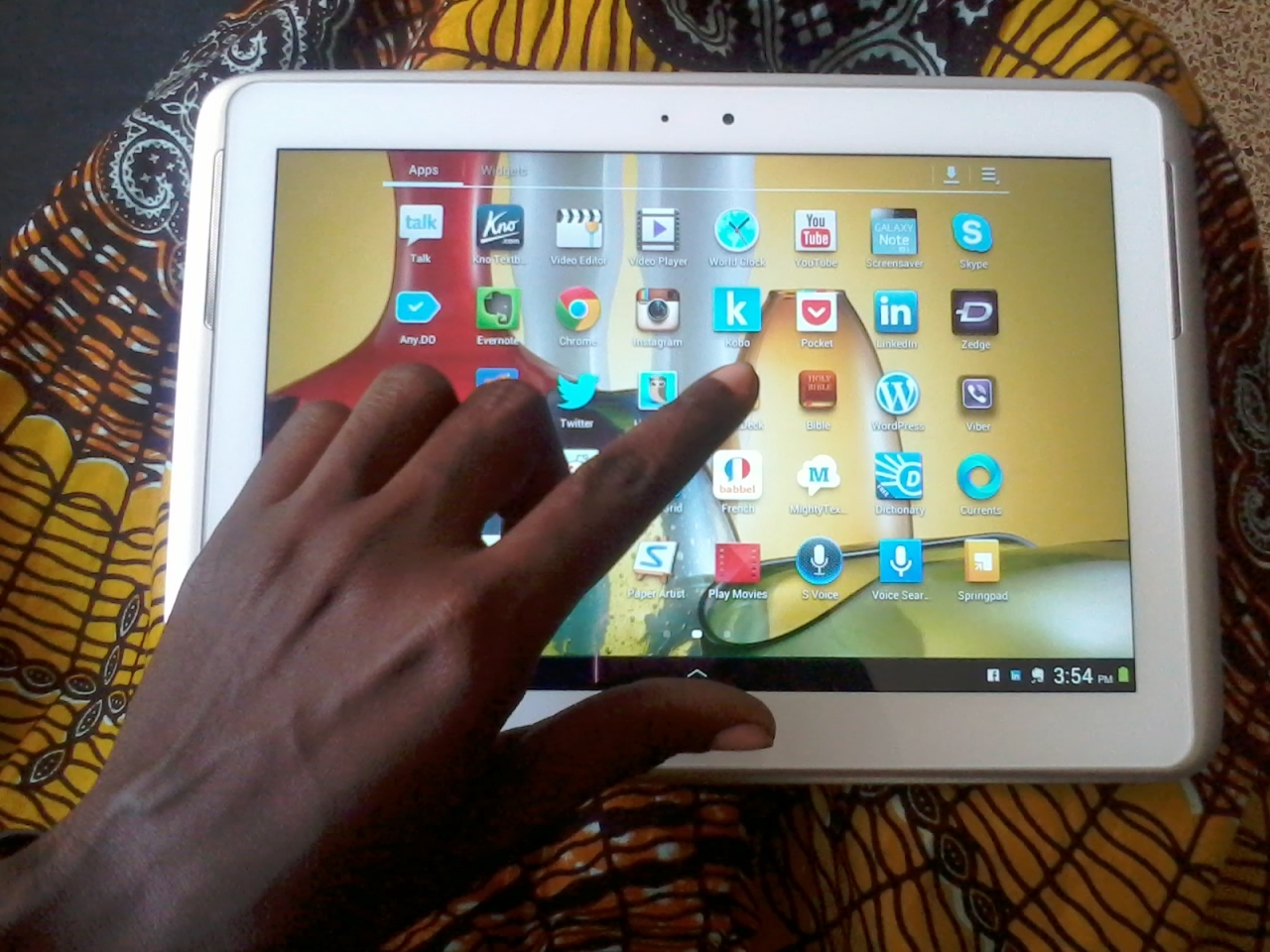
El auge de los medios digitales y de las redes sociales está cambiando la forma en que los consumidores buscan información de productos

| Implicación del cliente                              | Alto         | Medio     | Bajo    |
| ---------------------------------------------------- | ------------ | --------- | ------- |
| Características                                      | Alto         | Medio     | Bajo    |
| Número de marcas examinadas                          | Muchas       | Varias    | Una     |
| Número de vendedores considerados                    | Muchos       | Varios    | Pocos   |
| Número de atributos del producto evaluado            | Muchos       | Moderados | Uno     |
| Número de fuentes externas de información utilizadas | Muchas       | Pocas     | Ninguna |
| Tiempo dedicado a la búsqueda                        | Considerable | Poco      | Mínimo  |

### Decisión de compra

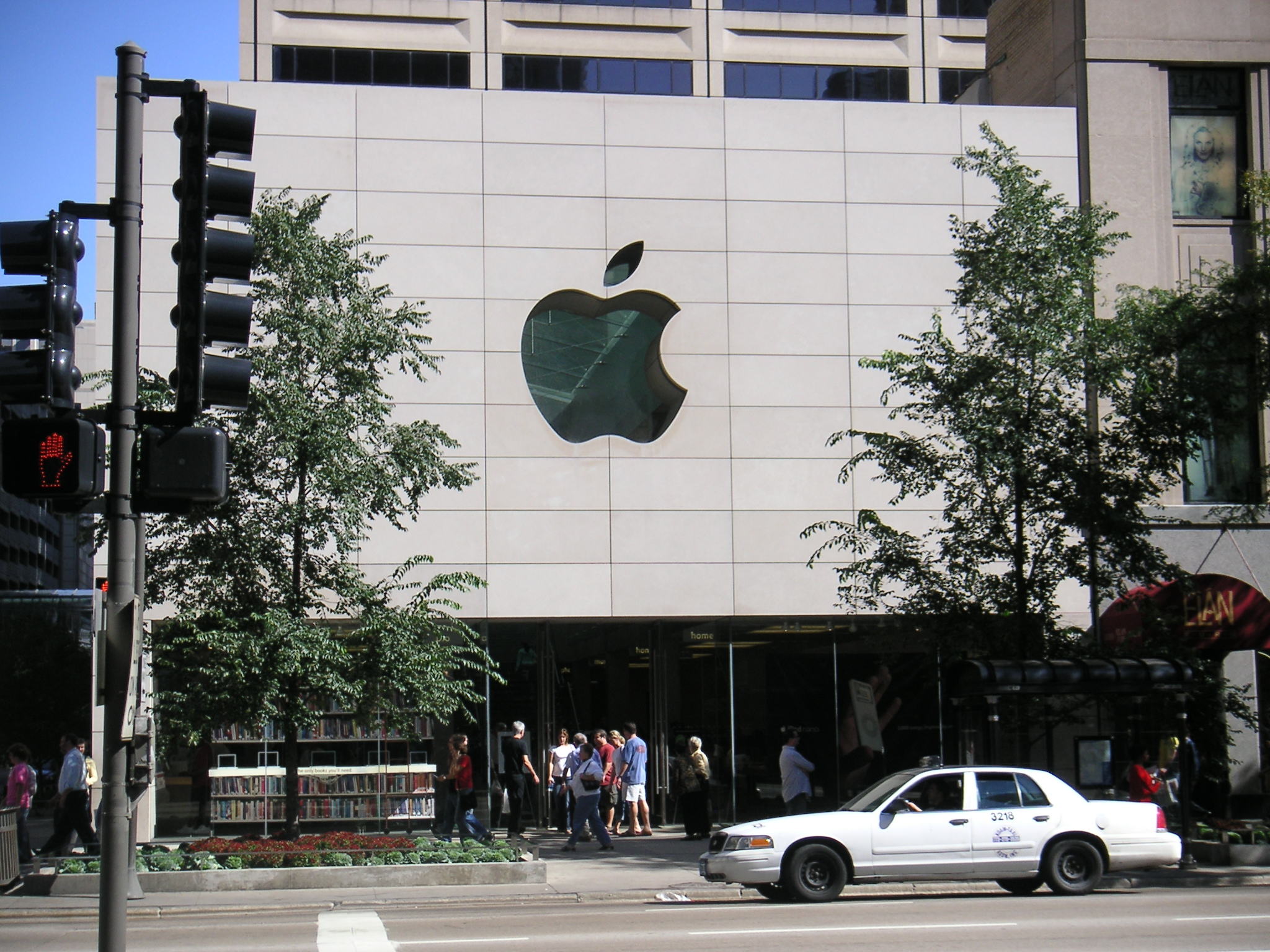
Apple Store

Ésta es la cuarta etapa, cuando la compra se lleva a cabo. Según Kotler, Keller, Koshy Y Jha (2009), la decisión final de compra puede ser interrumpida por dos factores: la retroalimentación negativa de otros clientes y el nivel de motivación para cumplir o aceptar la retroalimentación. Por ejemplo, después de pasar por las tres etapas anteriores, un cliente decide comprar determinada cámara fotográfica. Sin embargo, debido a un buen amigo, que también es fotógrafo, que le da retroalimentación negativa, entonces se verá obligado a cambiar su preferencia. En segundo lugar, la decisión puede ser interrumpida debido a situaciones imprevistas, como la pérdida del empleo repentina o el cierre de una tienda al por menor. También habría que incluir en este proceso la reciente aparición de los comparadores, webs destinadas a ayudar al usuario en la toma de una decisión de adquisición de servicios o productos, como es el caso de un comparador de alarmas, servicios de seguros o de telefonía móvil, entre otros.

### Comportamiento poscompra

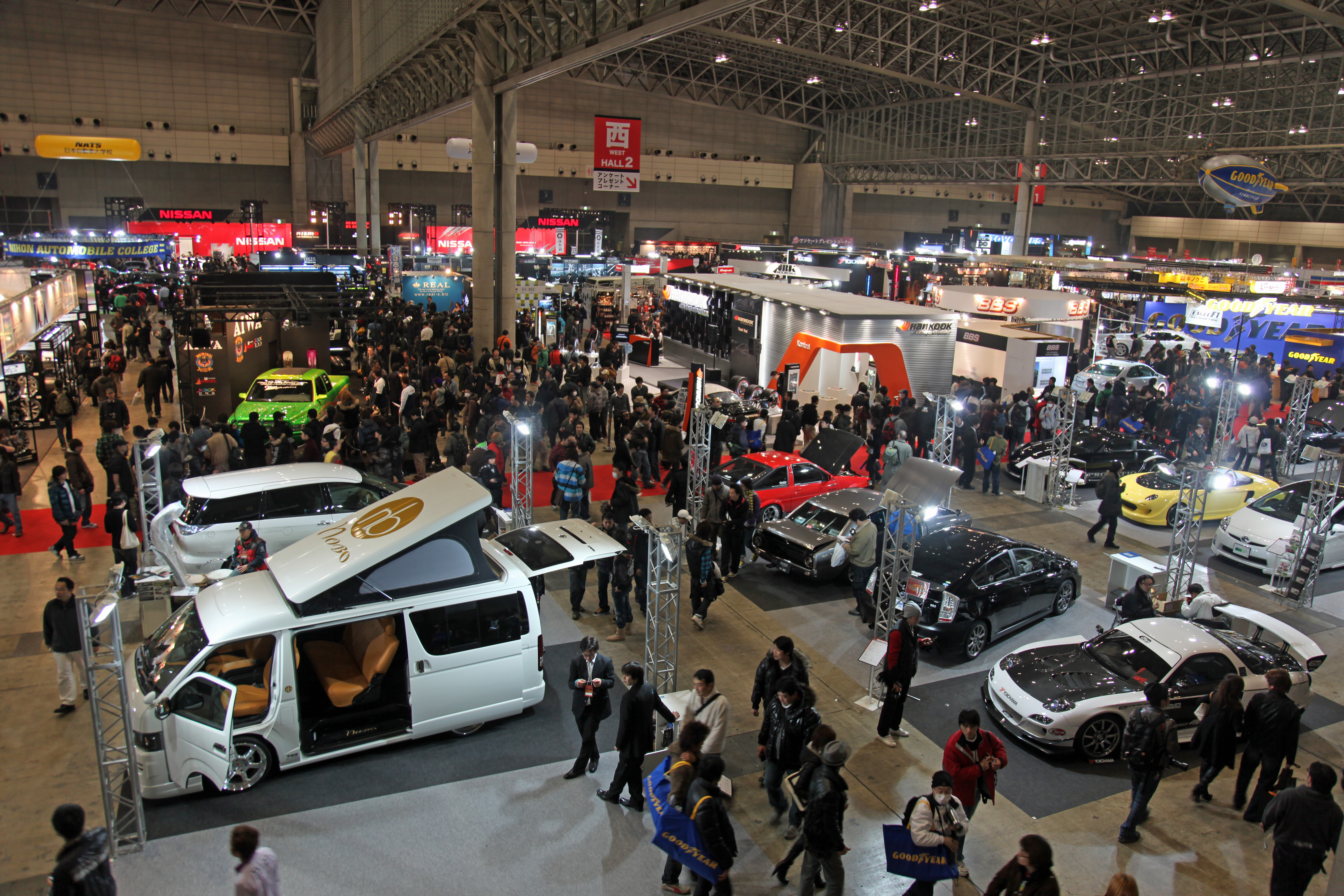
Salón del automóvil de Tokio

Esta etapa es fundamental para retener a los clientes. En resumen, los clientes comparan los productos con sus expectativas y así poderse sentir satisfechos o insatisfechos. Esto puede afectar en gran medida el proceso de decisión para una compra similar de la misma empresa en el futuro, principalmente en la etapa de búsqueda de información y evaluación de alternativas. Si los clientes están satisfechos, esto se traduce en lealtad a la marca, y la búsqueda de información y la evaluación de etapas alternativas a menudo se aceleran u omiten por completo. Como resultado, la lealtad a la marca es el objetivo final de muchas empresas.
Sobre la base de bien estar, satisfecho o insatisfecho, un cliente va a difundir, ya sea una retroalimentación positiva o negativa sobre el producto. En esta etapa, las empresas deben crear cuidadosamente la comunicación positiva después de la compra para atraer los clientes.
Además, la disonancia cognitiva (confusión del consumidor en términos de marketing ) es común en esta etapa; los clientes a menudo pasan por los sentimientos de poscompra tensión psicológica o ansiedad. Las preguntas incluyen: "¿He tomado la decisión correcta?", "¿Es una buena opción?", Etc.

Muchas operaciones de compra, sobre todo en el ámbito empresarial y en menor medida en consumo masivo, requerirán la firma de un contrato de compraventa.

## Modelos de toma de decisiones de compra
En general, hay tres formas de analizar las decisiones de compra del consumidor:
1. Modelos económicos, en gran medida cuantitativos, se basan en los supuestos de racionalidad y conocimiento casi perfectos. El consumidor podría maximizar su utilidad. Ver teoría del consumidor. La teoría de juegos también se puede utilizar en algunas circunstancias.
2. Modelos psicológicos: procesos psicológicos y cognitivos como la motivación y el reconocimiento de necesidades. Son cualitativos en lugar de cuantitativos y se basan en factores sociológicos como las influencias culturales y las influencias familiares.
3. Modelos de comportamiento del consumidor, modelos prácticos utilizados por los comercializadores. Típicamente combinan modelos económicos y psicológicos.

En un estudio inicial de la literatura sobre el proceso de decisión del comprador, Frank Nicosia (Nicosia, F. 1966; pp. 9-21) identificó tres tipos de modelos de toma de decisión del comprador. Son el modelo univariado (lo llamó el "esquema simple") en el que solo se permitió un determinante de comportamiento en una relación de tipo estímulo-respuesta; el modelo multivariable (lo llamó un "esquema de forma reducida") en el cual se asumieron numerosas variables independientes para determinar el comportamiento del comprador; y finalmente el modelo del "sistema de ecuaciones" (Él lo llamó un "esquema estructural" o "esquema de proceso".) en el que numerosas relaciones funcionales (univariadas o multivariadas) interactúan en un complejo sistema de ecuaciones. Concluyó que solo este tercer tipo de modelo es capaz de expresar la complejidad de los procesos de decisión del comprador. En el capítulo 7, Nicosia construye un modelo integral que incluye cinco módulos. El módulo de codificación incluye determinantes como "atributos de la marca", "factores ambientales", "atributos del consumidor", "atributos de la organización" y "atributos del mensaje". Otros módulos en el sistema incluyen, decodificación del consumidor, búsqueda y evaluación, decisión y consumo.

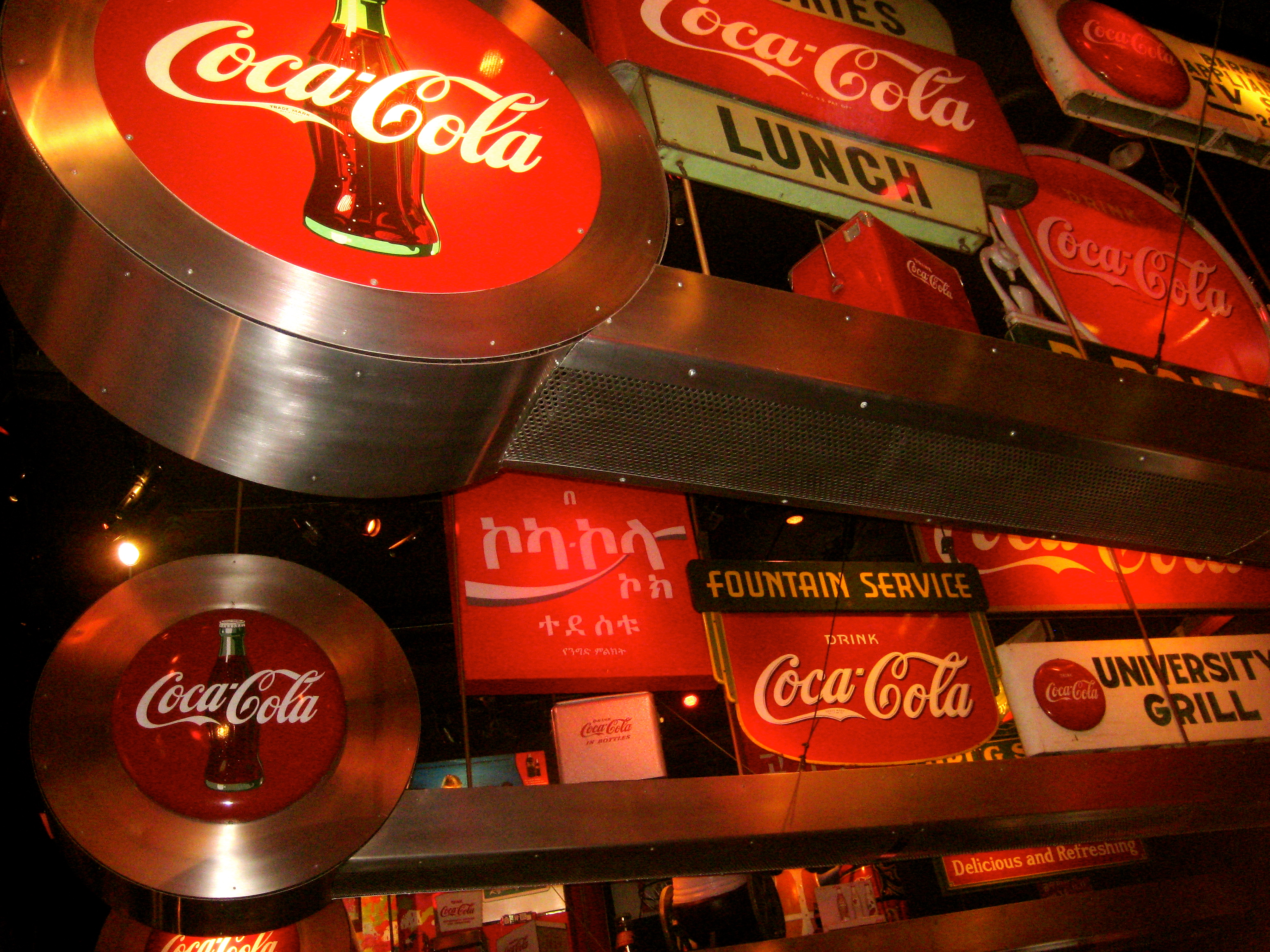
Museo de Coca-Cola en Atlanta, Georgia (Estados Unidos)

Algunos trabajos de investigación de neuromarketing examinaron cómo la motivación de aproximación según la asimetría electroencefalográfica (EEG) sobre la corteza prefrontal predice la decisión de compra cuando la marca y el precio varían. En un experimento, se presentó a los participantes ensayos de decisión de compra con 14 productos diferentes de comestibles (siete productos de marca privada y siete productos de marca nacional) cuyos precios aumentaron y disminuyeron mientras se registraba su actividad de EEG. Los resultados mostraron que una activación frontal izquierda relativamente mayor (es decir, una mayor motivación de aproximación) durante el período de predecisión predijo una decisión de compra afirmativa. La relación de la asimetría del EEG frontal con la decisión de compra fue más fuerte para los productos de marca nacional en comparación con los productos de marca privada y cuando el precio de un producto estaba por debajo del precio normal (es decir, el precio de referencia implícito) en comparación con cuando estaba por encima del precio normal. La mayor necesidad percibida de un producto y una mayor calidad percibida del producto se asociaron con una mayor activación frontal izquierda relativa.
Para cualquier categoría de productos de alto valor, el tiempo de toma de decisiones suele ser largo y los compradores generalmente evalúan la información disponible con mucha cautela. También utilizan un proceso de búsqueda de información activa. El riesgo asociado con tal decisión es muy alto.

## Sesgos cognitivos y personales en la toma de decisiones
Artículo principal: Anexo: sesgos cognitivos.
En general, se acepta que los sesgos cognitivos pueden infiltrarse en nuestros procesos de toma de decisiones, cuestionando la exactitud de una decisión. A continuación se muestra una lista de algunos de los sesgos cognitivos más comunes.
- Búsqueda selectiva de evidencia: tendemos a estar dispuestos a reunir datos que apoyan ciertas conclusiones, pero ignoramos otros hechos que apoyan conclusiones diferentes.
- Percepción selectiva: eliminamos activamente la información que no consideramos relevante.
- Terminación prematura de la búsqueda de pruebas: tendemos a aceptar la primera alternativa que parece que podría funcionar.
- Conservadurismo e inercia: falta de voluntad para cambiar los patrones de pensamiento que hemos usado en el pasado ante nuevas circunstancias.
- Limitaciones experienciales: falta de voluntad o incapacidad para mirar más allá del alcance de nuestras experiencias pasadas. El rechazo de lo desconocido.
- Deseos u optimismo: tendemos a querer ver las cosas en una luz positiva y esto puede distorsionar nuestra percepción y pensamiento.
- Actualidad: tendemos a prestar más atención a la información más reciente e ignorar u olvidar información más lejana.
- Sesgo de repetición: la voluntad de creer lo que se nos ha dicho con mayor frecuencia y por el mayor número de fuentes diferentes.
- Anclaje: las decisiones están indebidamente influenciadas por la información inicial que da forma a nuestra visión de la información posterior.
- El pensamiento del grupo: la presión de los compañeros para ajustarse a las opiniones del grupo.
- Sesgo de credibilidad de la fuente: rechazamos algo si tenemos un sesgo en contra de la persona, organización o grupo al que pertenece la persona: nos inclinamos a aceptar una declaración de alguien que nos guste.
- Toma de decisiones incrementales y compromiso creciente: consideramos una decisión como un pequeño paso en un proceso y esto tiende a perpetuar una serie de decisiones similares. Esto se puede contrastar con la toma de decisiones basada en cero.
- Inconsistencia: la falta de voluntad para aplicar los mismos criterios de decisión en situaciones similares.
- Asimetría de atribución: tendemos a atribuir nuestro éxito a nuestras habilidades y talentos, pero atribuimos nuestros fracasos a la mala suerte y factores externos. Atribuimos el éxito de otros a la buena suerte y sus fallas a sus errores.
- Cumplimiento de roles: nos ajustamos a las expectativas de toma de decisiones que otros tienen de alguien en nuestra posición.
- Subestimar la incertidumbre e ilusión de control: tendemos a subestimar la incertidumbre futura porque tendemos a creer que tenemos más control sobre los eventos del que realmente tenemos.
- Generalizaciones defectuosas: para simplificar un mundo extremadamente complejo, tendemos a agrupar cosas y personas. Estas generalizaciones simplificadoras pueden sesgar los procesos de toma de decisiones.
- Asignación de causalidad: tendemos a atribuir la causalidad incluso cuando la evidencia solo sugiere correlación. El hecho de que las aves vuelan a las regiones ecuatoriales cuando los árboles pierden sus hojas, no significa que las aves migran porque los árboles pierden sus hojas.

- Referencias

1. ↑  Engel, James F., Kollat, David T. and Blackwell, Rodger D. (1968) Consumer Behavior, 1st ed. New York: Holt, Rinehart and Winston 1968
2. ↑  Nicosia, Francesco M. (1966) Consumer Decision Process. Englewood Cliffs, N.J.: Prentice Hall, 1966
3. ↑  Dewey, John (2007). How we think. Nueva York: Cosimo. ISBN 9781605200996.
4. 1 2 3  Kotler, P., Keller, K.L., Koshy, A. and Jha, M.(2009) Marketing Management – A South Asian Perspective, but China and Japan also contribute 13th ed. India: Prentice Hall, 2009
5. ↑  Blythe, Jim (2008) Consumer Behavior. U.K., Thompson Learning, 2008
6. ↑  Foxall, Gordon.R., (2005) Understanding Consumer Choice USA, Palgrave Macmillan, 2005
7. ↑  Ravaja, Niklas; Somervuori, Outi; Salminen, Mikko (2013). «Predicting purchase decision: The role of hemispheric asymmetry over the frontal cortex.». Journal of Neuroscience, Psychology, and Economics 6 (1): 1-13. ISSN 2151-318X. doi:10.1037/a0029949. Consultado el 11 de octubre de 2018.
8. ↑  Raj, M. Prasanna Mohan; Roy, Satam (2015-06). «Impact of Brand Image on Consumer Decision-making: A Study on High-technology Products». Global Business Review 16 (3): 463-477. ISSN 0972-1509. doi:10.1177/0972150915569934. Consultado el 11 de octubre de 2018.